# دوري بوركينا فاسو الممتاز 2013–14
دوري بوركينا فاسو الممتاز 2013–14 هو موسم من دوري بوركينا فاسو الممتاز. فاز فيه إيتوال فيلانتي واغادوغو.